# San Giovanni del Dosso
San Giovanni del Dosso est une commune italienne de la province de Mantoue, dans la région Lombardie.

## Histoire
En 1737, Giuseppe Bazzani réalisa un Baptême du Christ  pour l'église paroissiale.

## Administration
| Période                                  | Période | Identité | Étiquette | Qualité |
| ---------------------------------------- | ------- | -------- | --------- | ------- |
|                                          |         |          |           |         |
| Les données manquantes sont à compléter. |         |          |           |         |

### Communes limitrophes
Concordia sulla Secchia, Mirandola, Poggio Rusco, Quistello, San Giacomo delle Segnate, Schivenoglia, Villa Poma